# Haunersdorf (Otzing)
Haunersdorf ist ein Gemeindeteil der Gemeinde Otzing im niederbayerischen Landkreis Deggendorf. Bis 1978 bildete es eine selbstständige Gemeinde.

## Lage
Das Kirchdorf Haunersdorf liegt im Gäuboden etwa zwei Kilometer südwestlich von Otzing am Reißinger Bach.

## Geschichte
Haunersdorf ist ausgesprochenes Altsiedelland. Dreißig bronzezeitliche Hügelgräber stammen aus dem zweiten vorchristlichen Jahrhundert, ebenso ein heiliger Keltenhain. Auch in der Römerzeit war das Gebiet bewohnt, Haunersdorf stand im Mittelpunkt des großen Lagerplatzes.
Im zweiten Herzogsurbar vor 1300 ist der Ort Haevnreichstorf des Landgerichtes Deggendorf verzeichnet. Nach der Abspaltung des Pfleggerichtes Natternberg gehörte es zu dessen Amt Otzing und bildete eine Obmannschaft. 1752 bestand der Ort aus zehn Anwesen.
Im Zuge der Neuorganisation der Landgerichte sollte Haunersdorf zum Landgericht Landau kommen, doch durch eine Resolution vom 4. Dezember 1803 wurde bestimmt, dass das mit Otzing im Verbande stehende Haunersdorf ebenso wie dieses beim Landgericht Deggendorf verbleiben solle. Bei der Bildung der Steuerdistrikte kam Haunersdorf zum Steuerdistrikt Otzing und bildete darin zusammen mit dem Ort Arndorf die II. Section Haunersdorf. Daraus wurde 1818/1821 die Ruralgemeinde Haunersdorf gebildet, bestehend aus zwei Dörfern und 21 Familien. 1867 ist neben Haunersdorf und Arndorf die Haunersdorfermühle erstmals als eigener Gemeindeteil belegt.
Mit Wirkung vom 1. Januar 1946 wurde die Gemeinde Haunersdorf von der amerikanischen Militärregierung aufgelöst und in die Gemeinde Otzing eingegliedert, jedoch 1948 wiederhergestellt. Erst im Zuge der Gebietsreform kam die Gemeinde Haunersdorf am 1. Mai 1978 endgültig zur Gemeinde Otzing. Der Ort Haunersdorf bestand 1987 aus 62 Einwohnern.

## Sehenswürdigkeiten

Die Filialkirche St. Ottilia in Haunersdorf

- Filialkirche St. Ottilia. Die ehemalige Wallfahrtskirche wurde ab 1682 im barocken Stil erbaut und 1684 geweiht.